# 瓦烏
瓦烏（英語：Wau）是南蘇丹共和國第2大都市，西加扎勒河省的省会，位在朱爾河西岸，有鐵路通往蘇丹首都喀土木。人口約20.3萬（2014年）。

## 外部連結
1. ↑  Fighting in Wau; Red cross calls for civilians to be spared 的存檔，存档日期2016-08-18. Radio Tamazuj